# Wiaczesław Gordanow
Wiaczesław Wiaczesławowicz Gordanow (ros. Вячеслав Вячеславович Горда́нов; ur. 1902, zm. 1983) – radziecki operator filmowy. Zasłużony Działacz Sztuk RFSRR. Laureat Nagrody Stalinowskiej.

## Wybrana filmografia
- 1934: Burza[1]
- 1937-1938: Piotr I[2]
- 1941: Maskarada[3]
- 1946: W imię życia[4]
- 1949: Życie dla nauki[5]